# Euplectrus mellipes
Euplectrus mellipes är en stekelart som beskrevs av Léon Abel Provancher 1887. Euplectrus mellipes ingår i släktet Euplectrus och familjen finglanssteklar. Inga underarter finns listade i Catalogue of Life.